# 河合良成
河合 良成（かわい よしなり、1886年（明治19年）5月10日 - 1970年（昭和45年）5月14日）は、日本の農商務官僚、政治家、実業家。
第1次吉田内閣の厚生大臣、小松製作所会長、経済団体連合会常任理事を務めた。

## 経歴

### 生い立ち
富山県礪波郡福光町（現南砺市）の酒造家に生まれた。隣家は、政治家の松村謙三宅だった。父の藤吉は若い時から伏木（現高岡市）で汽船会社を経営し直江津、能登、伏木間などの汽船の仕事をしていた。そのため少年期は伏木で育った。

### 学生時代
旧制第四高等学校を経て、東京帝国大学を卒業した。四高時代には寮生の堕落を批判して校風改革運動を推進、寒潮事件のきっかけともなった。東京帝大での所属は当初法科大学英吉利（イギリス）法学科だったが、卒業時には政治学科に変わっていた。帝大進学後は自己の文学や哲学でのコンプレックスに苛まれ、ノイローゼとなるが、在学中に登山を覚えて剱岳縦走で名を馳せた。

### 農商務省へ
東京帝大在学中の1910年11月に高等文官試験に合格。卒業後に農商務省に入省した。
1918年（大正7年）8月外米課長のとき、郷里の富山県で米騒動が起き全国に波及し、寺内内閣が総辞職したのを受けて引責辞任した。

### 東株時代
財界の世話役だった郷誠之助の誘いで東京株式取引所（現東京証券取引所）に入り、1919年（大正8年）末から1920年（大正9年）にかけ6か月ほど欧米の取引所視察旅行に出かけ､帰ってきてから常務理事になった。
東株時代から15年間ほど東京帝国大学、慶應義塾大学、中央大学、専修大学などで「取引所論」を教えた。

### 帝人事件
1934年（昭和9年）、帝国人造絹糸株の売買に関して疑惑があるとマスコミによって問題化される。前記の郷誠之助を囲む少壮財界人や若手官僚の勉強会「番町会」を岩倉具光、後藤圀彦と設立したが、同会の会員が次々に検挙された（帝人事件）。
河合も逮捕され獄舎につながれてしまった。いまではこの事件は斎藤内閣打倒を目論んだ、司法部内の平沼騏一郎系ファッショ勢力による政治的謀略だったという見方が通説になっており、結局無罪判決を勝ち取る。

### 政治家として
1942年（昭和17年）に東京市助役に就任。太平洋戦争後の、1945年（昭和20年）10月、幣原内閣で農林大臣となった松村謙三の下で農林次官を務め、1946年（昭和21年）3月12日、貴族院勅選議員に任じられ、同年5月に第1次吉田内閣の厚生大臣となった。1947年（昭和22年）には経営不振だった小松製作所の社長に就任し、再建にあたったが、公職追放処分を受けた。
1950年（昭和25年）10月13日、公職追放解除の閣議決定後、1952年（昭和27年）に吉田茂の勧めで郷里の富山2区（当時）から衆議院議員に立候補し当選する（所属は自由党）。だが、その際に同じ福光町出身でかつて河合を事務次官に取り立てた松村謙三（改進党）の対抗馬として出馬する形となったために、故郷では激しく非難の的となり1期1年（翌年のバカヤロー解散時）で政治家を退いた。

### 財界活動時代
財界に戻っていた1957年（昭和32年）2月24日未明には、滞在中の熱海の別荘に窃盗の常習犯が押し入り、物音で気付いた河合は犯人と格闘して湯殿に閉じ込め、警察官が来るまでに逃走されたものの、朝には逮捕されるという出来事があり、河合は「コソ泥だよ」とコメントした。
財界では共産圏との貿易拡大を目指し、ソビエト連邦や中華人民共和国に訪問する経済使節団長（ソ連は1962年の第一次、中国は1966年）を務めた。また、経済団体連合会の常務理事として財界を指導した。
1961年（昭和36年）、経済界で精励して産業機械工業で技術導入や生産合理化などによって成果を挙げ輸出振興にも尽くして産業発展に寄与したとして藍綬褒章受章。
1964年（昭和39年）秋の叙勲で勲二等旭日重光章受章（勲六等からの昇叙）。
1963年（昭和38年）11月、福光町立福光小学校施設整備資金として30万円寄付により1964年（昭和39年）11月4日紺綬褒章受章、寄付の功績顕著として木杯一組台付を賜った。
1965年（昭和40年）、高岡市名誉市民。
1970年（昭和45年）5月14日死去、84歳。死没日をもって勲一等瑞宝章追贈、正五位から従三位に叙される。

## 家族・親族

### 河合家
- 父・藤吉（汽船会社経営[1]）

河合によれば｢父は当時汽船会社をやっていたのだが、私の学費にかなり苦心していたらしい。もともと父はビジネスマンなので、私を商業系統の学校へ入れたかったようだったが、分家から学士が三人も出たので、それに刺激され、私を最高学府へ…という考えになり、大学へまでやってくれたわけだ｣という。
- 妹・さわ（三重高等農林教授増渕次助の妻）

同娘・充子（政治評論家藤原弘達の妻）
- 末妹・房子（大日日本電線取締役崎山省吾の妻）

同長女・淑子（農林漁業金融公庫総裁武田誠三の妻）
- 弟・鉄二（銀行家。東大法科卒、第百銀行副頭取）

同妻・千代子（東京川崎財閥2代目当主川崎八右衛門の娘）
同娘・茂子（山下汽船会長山下太郎の妻）
- 妻・千枝子（法学博士桑田熊蔵の娘）
- 長男・良一（官僚、実業家） - 商工、通産官僚を経て小松製作所社長、会長を歴任。2008年11月12日逝去。

同前妻・清子（弁護士長島勇雄の娘）
同後妻・淳子（東芝副社長田島繁二の二女）
同長男・良秋（実業家）
同妻・順子（富山県知事中田幸吉の長女、元防衛庁長官愛知和男のいとこ）
- 二男・二良（小松化成社長及び会長）

同妻・則子（明治製糖社長藤野幹の二女。祖父に矢野二郎）
同二女・久美子（東洋パルプ会長渡辺佳英の長男壮嘉の妻）
- 三男・三良（官僚行政管理庁事務次官）[21]
- 四男・良之（日鉄商事専務）[22]
- 五男・良吾（実業家）
- 長女・道子（住友財閥の大番頭だった松本順吉の息子、明治学院大学教授松本信次の妻）
- 二女・ふみ子（米原正章の妻）
- その他の親戚

町村金五（官僚、政治家） - 妻二葉は桑田熊蔵の娘
郷誠之助（実業家） - 義妹、千代子の伯父
岩崎勝太郎（実業家、経営コンサルタント） - 千代子の従弟
柳沢保申（大和郡山藩の最後の藩主） - 義妹の従弟、岩崎勝太郎の外祖父
高木正得（崇仁親王妃百合子の実父） - 義妹の従妹、入江君子の義兄など

## 著書
- 『取引所講話』二酉社、1921年
- 『非常時の経済対策』千倉書房、1932年
- 『価格統制論』改造社〈日本統制経済全集〉、1933年
- 『国家改造の原理及其実行 主として経済的観察』日本評論社、1934年
- 『帝人公判廷最終陳述 昭和十二年十月五日』元亨社、1937年
- 『戦時統制経済の批判』新日本同盟〈新日本同盟会報〉、1938年
- 『帝人心境録』アジア書房、1938年
- 『帝人事件は何故無罪になつたか』（松崎嗣郎 編） 新生社書店、1938年
- 『日本経済をどうするか』昭和図書、1939年
- 『戦時断想』昭和図書、1943年1月
- 『私の人生遍路』実業之日本社、1952年
- 『米穀法施行前の米価問題』私家版、1961年
  - 1999年8月に小松製作所総務部社史編集グループより復刻
- 『フルシチョフ首相との三時間 私の訪ソ手記』講談社、1964年
- 『明治の一青年像』講談社、1969年
- 『孤軍奮闘の三十年』講談社、1970年
- 『帝人事件 三十年目の証言』講談社、1970年